# Lycaste virginalis
Genre
Classification phylogénétique
Lycaste virginalis, connue à tort comme Lycaste skinneri, est une espèce de plantes à fleurs de la famille des Orchidaceae. C'est une orchidée épiphyte dont l'aire de répartition naturelle est le sud du Mexique, le Guatemala, le Salvador et le Honduras, à une altitude moyenne de 1650 m.

## Description
La plante possède des gros pseudobulbes sur lesquels grandissent des feuilles longues. Les fleurs de cette espèce, généralement individuelles, sont triangulaires, lesquelles poussent depuis la base du pseudobulbe le plus jeune et mesurent entre 10 et 15 cm . La couleur des fleurs peut varier depuis complètement blanches, en passant par des différents tons de rose jusqu'à magenta et dans cas très exceptionnels de couleur saumon,,. Ces variations dans la couleur font de Lycaste virginalis le meilleur candidat comme point de départ pour la formation d'hybrides de Lycaste. La période de floraison dans son habitat naturel est entre novembre et avril, avec un pic de floraison à la fin de janvier - début février. une plante mûre peut produire entre 4 et 12 fleurs pendant la floraison, et chacune avec une durée d'entre 3 et 8 semaines.
C'est une plante hermaphrodite capable de produire millions de graines par fruit qui es en forme de capsule. Néanmoins, les conditions nécessaires pour la germination nécessitent la présence d'un champignon symbiotique, cela conduit à une régénération naturelle réduite. La collecte des plantes sauvages et leur commercialisation est interdite au Guatemala,.

## Les couleurs de Lycaste virginalis
La couleur des fleurs de Lycaste virginalis est de grande importance pour le classement taxonomique intraspécifique. Ce classement a été obtenu en se basant sur les études des populations réalisés par Fredy Archila. Seulement cinq taxons intraspécifiques sont actuellement officiels :

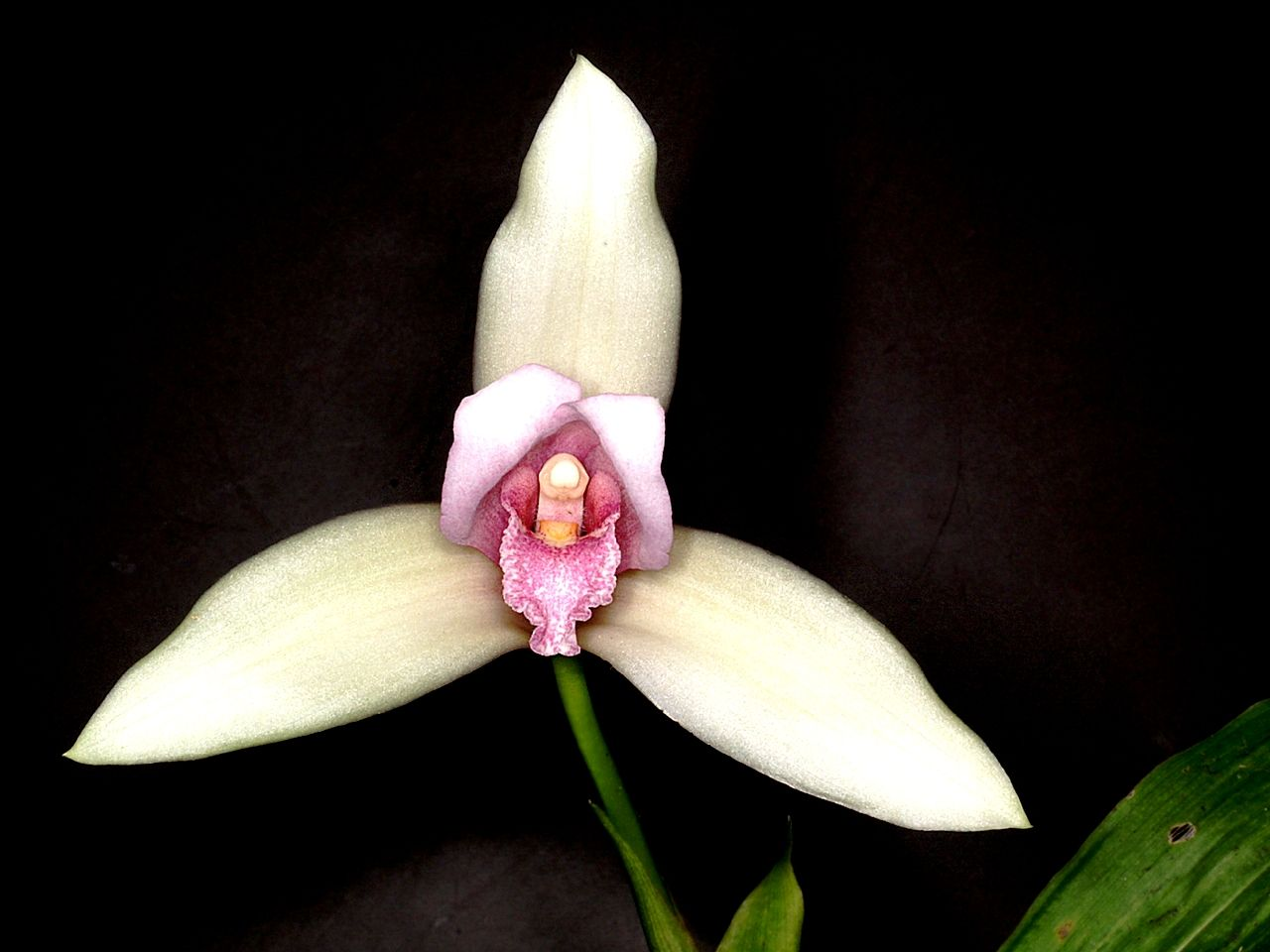
Lycaste virginalis forma virginalis.

1. Lycaste virginalis forma cobanensis (Archila) Archila & Chiron,cette forme taxonomique possède les fleurs complètement blanches sans aucun pigment jaune.
2. Lycaste virginalis forma alba (Dombrain) Archila & Chiron, à la différence de la forme cobanensis, la forme alba possède en plus des fleurs blanches une coloration jaune du callus et de la gorge du labelleLycaste virginalis forma alba (Dombrain) Archila & Chironn, 2011.

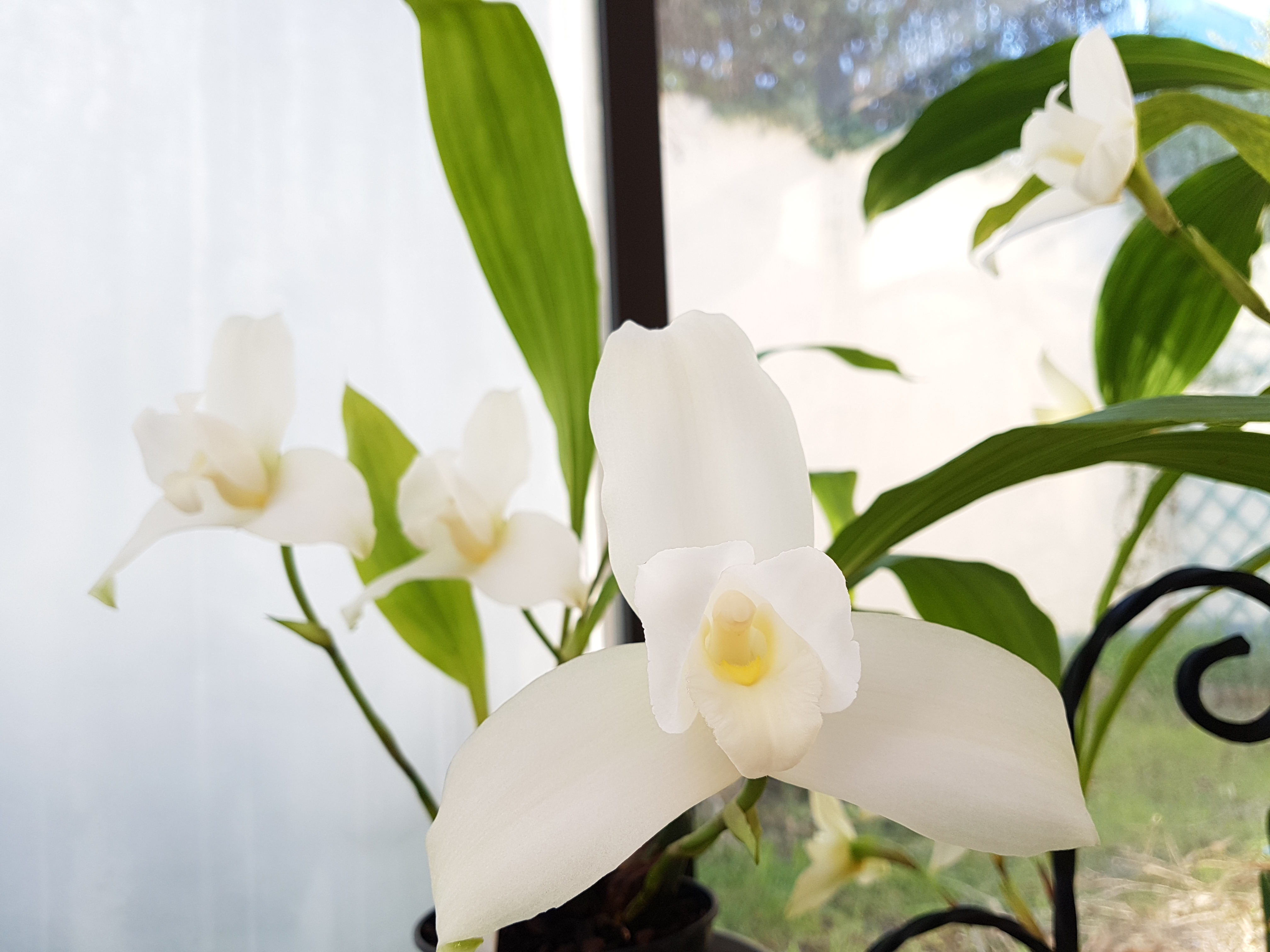
Lycaste virginalis forma alba (Dombrain) Archila & Chironn, 2011.

3. Lycaste virginalis (Scheidweiler) Linden forma virginalis, la forme laplus commune, dans laquelle les fores sont de couleur rose pâle avec le labelle magenta en diverses tonalités.
4. Lycaste virginalis forma superba (Moore) Archila & Chiron, forme de couleur rose avec les pétales magenta, parfois avec la base des sépales magenta. Le labelle peut être magenta, blanc avec des taches magenta ou complètement blanc.
5. Lycaste virginalis var. armeniaca (Rolfe) Archila & Chiron, c'est la forme la moins fréquente de l'espèce, les fleurs de cette forme sont de couleur saumon.

## Habitat
Lycaste virginalis pousse dans les forêts humides du Guatemala, du Mexique, du Salvador et du Honduras, les populations le plus abondantes se trouvent au Guatemala. Cette plante pousse à une altitude de 1 400 à 2 800 m, où ne souffre pas des hautes températures pendant l'été ni des baisses températures pendant l'hiver, il existe dans ces forêts un brouillard abondant au niveau du sol lequel augmente l'humidité relative pendant le jour et pendant la saison sèche. Cette plante se développe dans les branches d'arbres à des hauteurs dans lesquelles les conditions d'illumination abondantes. Il est très sensible aux changements de température laquelle oscille entre les 27 °C de jour et les 18 °C en la nuit et l'humidité idéale pour son développement il est entre 50 et 70 pour cent.

## Symbole national du Guatemala
Lycaste virginalis forma alba (Dombrain) Archila & Chiron, est connue comme Monja blanca (nonne blanche en espagnol) », et c'est la fleur nationale de la République du Guatemala.
En 1933, Leticia M. De Southerland, présidente de l'exposition internationale de fleurs réalisée à Miami Beach (Floride), a envoyé une suggestion au gouvernement du Guatemala pour que l'exemplaire exposé de Lycaste skinneri alba fût désigné comme fleur nationale. Cette suggestion a été étudiée par le président de la République, le général Jorge Ubico Castañeda, avec divers spécialistes, et des établissements telles que la Bibliothèque Nationale et la Société de Géographie et d'Histoire. Les experts ont pris en compte la beauté et la rareté de cette fleur et ont donc approuvé la suggestion. Ainsi, le 21 février 1934 la présidence de la République a publié un arrêté en donnant à la Monja blanca la dénomination de fleur nationale,.
Le 9 août 1946, afin de protéger cette espèce de l'extinction au Guatemala, le gouvernement de Juan José Arévalo a émis un arrêté gouvernemental dans lequel il interdit la récolte et l'exportation de cette espèce. Le même arrêté a été modifié le 4 juin 1947 pour élargir l'interdiction aux pseudobulbes et aux fleurs, ainsi que pour le reste des espèces de cette famille botanique. En 1997, lorsque les pièces de 50 centimes sont apparues, la Monja blanca a été choisie comme symbole pour cette nouvelle pièce.

## Évolution, phylogénie et taxonomie
Lycaste viginalis a été découverte et utilisée bien avant de la Conquête de l'Amérique par les Mayas Q’ueqchi’ qui l'ont appelés et ils continuent à appeler "Saqi Hix". C'était Jean Jules Linden qui trouva en février de 1840 au Mexique dans la forêt de San Bartolo (Chiapas), une orchidée ayant des fleurs roses laquelle nomma temporellement Maxillaria virginalis. Cette plante a été postérieurement envoyée en Belgique où a été officiellement décrite en 1842 par Michael Joseph François Scheidweiler. Jean Jules Linden la transfère en 1888 au genre Lycaste. 
Le nom de Lycaste skinneri, encore utilisé à tort pour désigner cette espèce, résulte d'une erreur de description fait par John Lindley en 1840 qui a décrit dans l'Edwards's Botanical Register une Maxillaria skinneri basé sur deux fleurs sèches que George Ure Skinner lui a envoyé à Sir James Bateman. Lorsque cette plante a fleuri de nouveau, les fleurs ont été « deep dull yellow and the lip deep olive-brown » en réalisant ainsi John Lindley que la plante enregistrée ne courrespondait pas à la plante que Bateman voulait dédicacer à Skinner. Pour rattraper cette erreur, John Lindley enregistra toujours dans l'Edwards's Botanical Register en 1842 une autre plante (cette fois avec des fleurs roses) avec le même nom Maxillaria skinneri, cette seconde registre est totalement invalide d'après l'article 45.3 du Code international de nomenclature botanique. 

## Synonymes
- Maxillaria skinneri Bateman Ex Lindl. 1842 (basónimo)
- Maxillaria skinneri Lindl. (1840)
- Maxillaria virginalis Scheidw. 1842
- Lycaste skinneri var. Aube Dombrain 1872
- Lycaste skinneri var. reginae B.s.williams 1887
- Lycaste virginalis (Scheidw.) Linden 1888
- Lycaste jamesiana auct. (1889)
- Lycaste schoenbrunnensis Umlauft 1893
- Lycaste Aube (Dombrain) Cockerell 1919
- Lycaste skinneri F. virginalis (Scheidw.) Christenson 1996